# 凱爾·塔克
凱爾·丹尼爾·塔克（英語：Kyle Daniel Tucker，1997年1月17日—），為美國職棒大聯盟的外野手，目前效力於芝加哥小熊。2015年美國職棒大聯盟選秀，他於第一輪第5順位被太空人選走，並在2018年登上大聯盟。

## 職業生涯
塔克先從新人聯盟開季，他在2016年升上1A，後來在球季中升上高階1A。他在那年的打擊率為2成85，並敲出9轟、69分打點與32次盜壘成功。
2017年季中，塔克從高階1A升上2A。他也入選了那年的未來之星明星賽，他那年的打擊率為2成74，並敲出25轟與90分打點。球季結束後，太空人讓塔克去打秋季聯盟。
2018年，塔克升上3A。他在那裡出賽80場比賽，打擊率為3成06，因此太空人在7月7日將他升上大聯盟。不過塔克的菜鳥球季只繳出1成43的打擊率。
2019年，塔克再次回到3A。他在3A的打擊率為2成66，並敲出34轟與97分打點。9月2日，他成功重返大聯盟。那年他的打擊率為2成69，並敲出4轟與11分打點，另有5次盜壘成功。
2024年12月14日，小熊隊從太空人手中獲得凱爾•塔克。

## 個人生活
他的哥哥Preston Tucker也是一名職業棒球員，目前效力於韓國職棒的起亞虎。

## 外部連結
- 球員資訊和成績在MLB ，ESPN ，Retrosheet ，Baseball Reference ，Baseball Reference (Minors) ，Fangraphs ，The Baseball Cube （英文）
- Kyle Tucker的X（前Twitter）